# Компасси
Ко́мпасси (эст. Kompassi — «Компасный») — микрорайон в районе Кесклинн города Таллина, столицы Эстонии.

## География

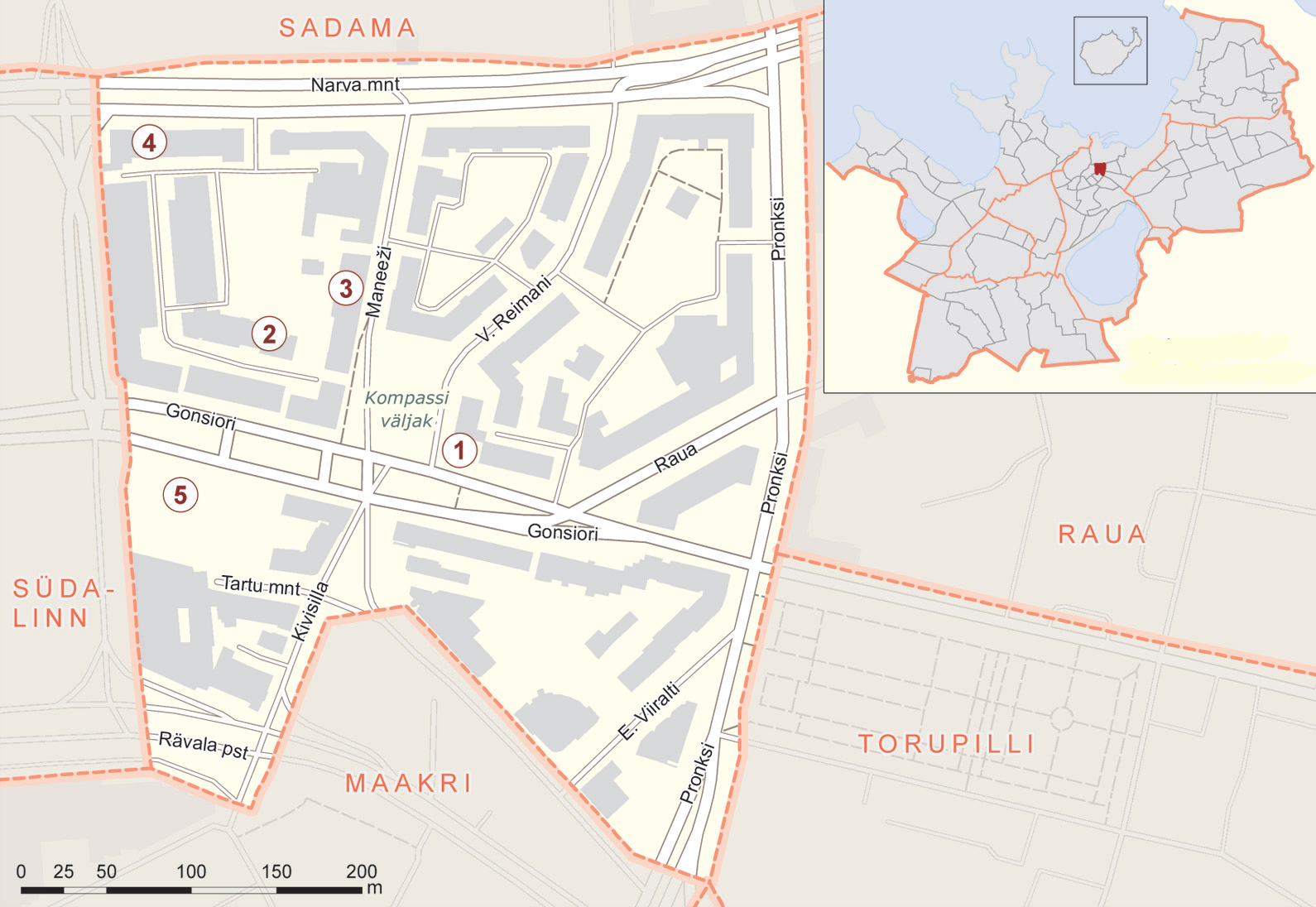
Карта микрорайона Компасси

Расположен в центральной части Таллина. Граничит с микрорайонами Садама, Сюдалинн, Маакри, Торупилли и Рауа. Площадь — 0,16 км². Плотность населения на 1 января 2023 года — 13931,3 чел/км².

## Улицы
В микрорайоне пролегают улицы Гонсиори, Кивисилла, Антса Лайкмаа, Маакри, Манеэжи, Нарвское шоссе, Пронкси, Рауа, Виллема Реймана, Тартуское шоссе, Эдуарда Вийральта, бульвар Рявала.

## Общественный транспорт
Через микрорайон проходят городские  автобусные маршруты № 2, 3, 9, 11, 20, 31, 42, 46, 55, 60, 63, а также большое число пригородных маршрутов.

## Население
| Численность населения микрорайона Компасси на 1 января по данным Регистра народонаселения | Численность населения микрорайона Компасси на 1 января по данным Регистра народонаселения | Численность населения микрорайона Компасси на 1 января по данным Регистра народонаселения | Численность населения микрорайона Компасси на 1 января по данным Регистра народонаселения | Численность населения микрорайона Компасси на 1 января по данным Регистра народонаселения | Численность населения микрорайона Компасси на 1 января по данным Регистра народонаселения | Численность населения микрорайона Компасси на 1 января по данным Регистра народонаселения | Численность населения микрорайона Компасси на 1 января по данным Регистра народонаселения | Численность населения микрорайона Компасси на 1 января по данным Регистра народонаселения | Численность населения микрорайона Компасси на 1 января по данным Регистра народонаселения | Численность населения микрорайона Компасси на 1 января по данным Регистра народонаселения | Численность населения микрорайона Компасси на 1 января по данным Регистра народонаселения | Численность населения микрорайона Компасси на 1 января по данным Регистра народонаселения | Численность населения микрорайона Компасси на 1 января по данным Регистра народонаселения |
| 2008                                                                                      | 2010                                                                                      | 2011                                                                                      | 2012                                                                                      | 2013                                                                                      | 2014                                                                                      | 2015                                                                                      | 2016                                                                                      | 2017                                                                                      | 2018                                                                                      | 2019                                                                                      | 2020                                                                                      | 2021                                                                                      | 2022                                                                                      |
| ----------------------------------------------------------------------------------------- | ----------------------------------------------------------------------------------------- | ----------------------------------------------------------------------------------------- | ----------------------------------------------------------------------------------------- | ----------------------------------------------------------------------------------------- | ----------------------------------------------------------------------------------------- | ----------------------------------------------------------------------------------------- | ----------------------------------------------------------------------------------------- | ----------------------------------------------------------------------------------------- | ----------------------------------------------------------------------------------------- | ----------------------------------------------------------------------------------------- | ----------------------------------------------------------------------------------------- | ----------------------------------------------------------------------------------------- | ----------------------------------------------------------------------------------------- |
| 2014                                                                                      | ↗2018                                                                                     | ↗2030                                                                                     | ↘1961                                                                                     | ↗1962                                                                                     | ↗2066                                                                                     | ↗2126                                                                                     | ↗2161                                                                                     | ↘1982                                                                                     | ↗2001                                                                                     | ↘1894                                                                                     | ↗2164                                                                                     | ↗2165                                                                                     | ↗2181                                                                                     |
| 2023                                                                                      |                                                                                           |                                                                                           |                                                                                           |                                                                                           |                                                                                           |                                                                                           |                                                                                           |                                                                                           |                                                                                           |                                                                                           |                                                                                           |                                                                                           |                                                                                           |
| ↗2229                                                                                     |                                                                                           |                                                                                           |                                                                                           |                                                                                           |                                                                                           |                                                                                           |                                                                                           |                                                                                           |                                                                                           |                                                                                           |                                                                                           |                                                                                           |                                                                                           |

## История
Первые письменные сведения о названии Компасси (Kompasna) относятся к 1830 году. Микрорайон получил своё название по названию располагавшегося здесь трактира.

## Учреждения и предприятия
- Maneeži tn 2/4 — отделение и галерея Национального архива Эстонии[эст.] в Таллине;
- A. Laikmaa tn 5 — 4-звёздочный отель «Tallink City Hotell»[11];
- Raua tn 2 — Эстонский музей пожарной охраны[12];
- Gonsiori tn 3 — Мужская клиника Тартуского университета;
- Tartu mnt 2 — контора банка «LHV Pank»[13];
- Narva mnt 10 — историческое кафе «Narva»[14];
- V. Reimani tn 9 — цветочный магазин «Kannike»[15].

В 1914 году в Компасси была основана Эстонская академия художеств. Здание академии (Государственный художественный институт Эстонской ССР) было снесено в 2010 году. Академия переехала в микрорайон Каламая.

## Галерея

Микрорайон Компасси
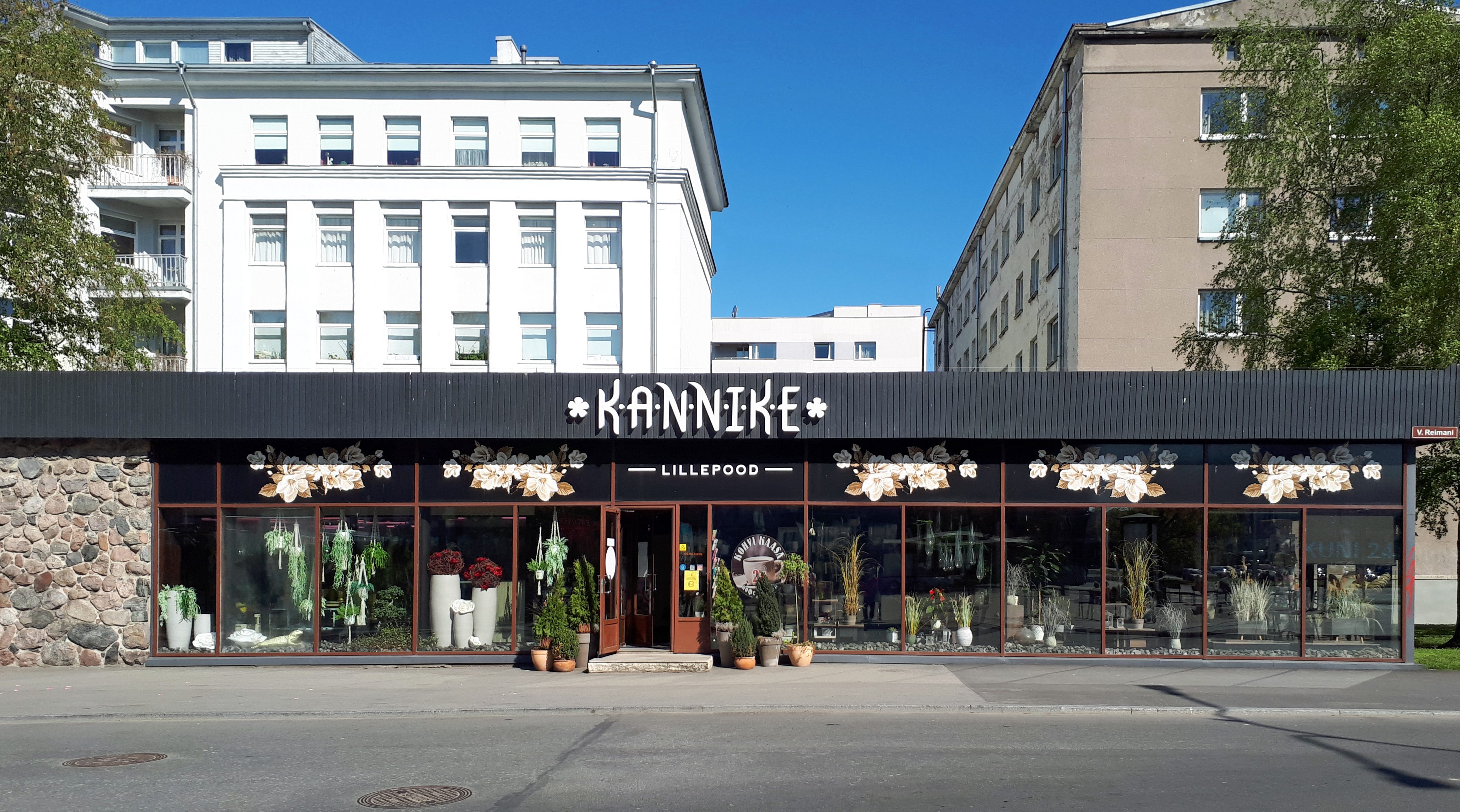
Улица Реймана, цветочный магазин «Kannike»
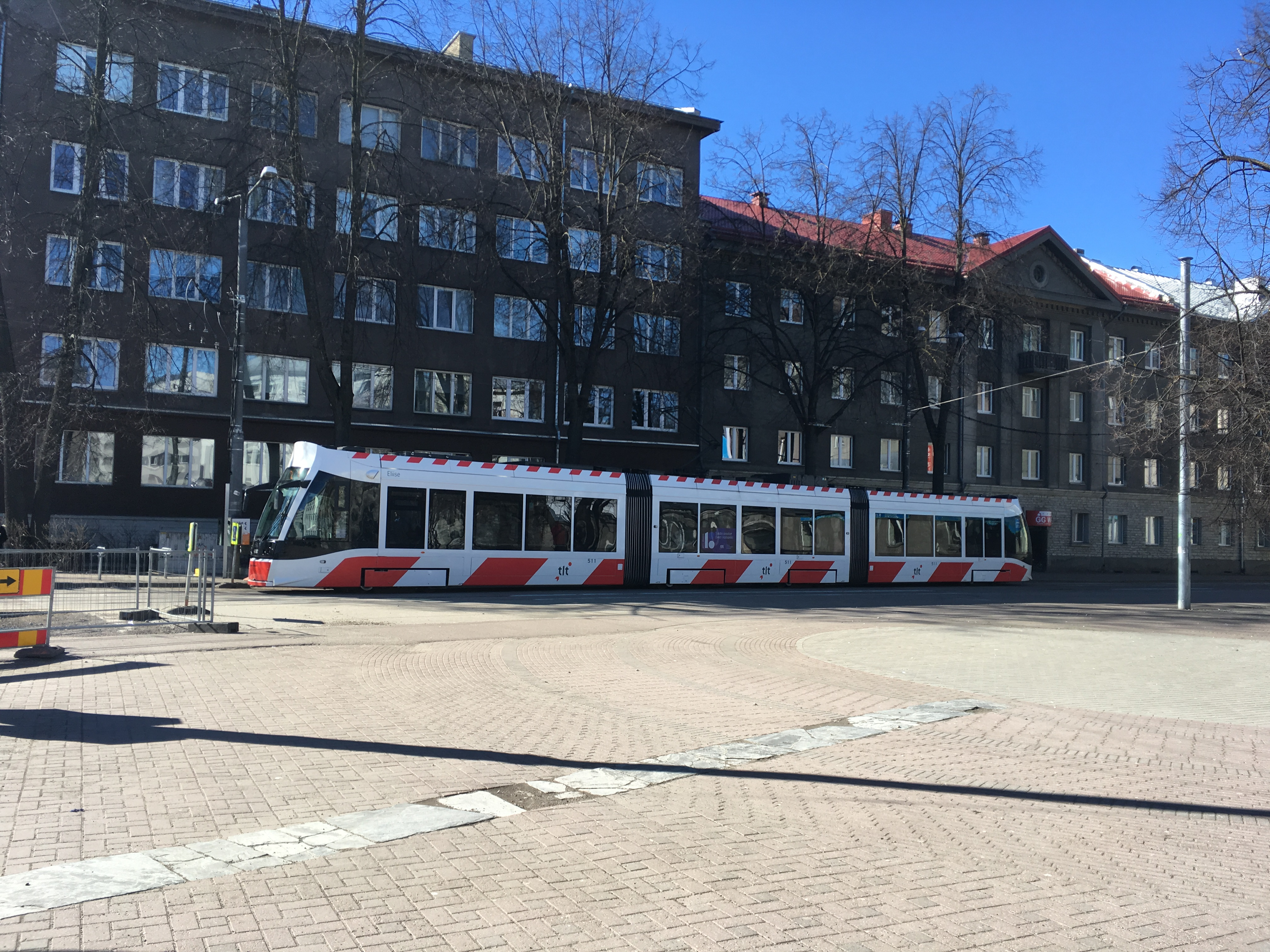
Улица Манеэжи у площади Компасси
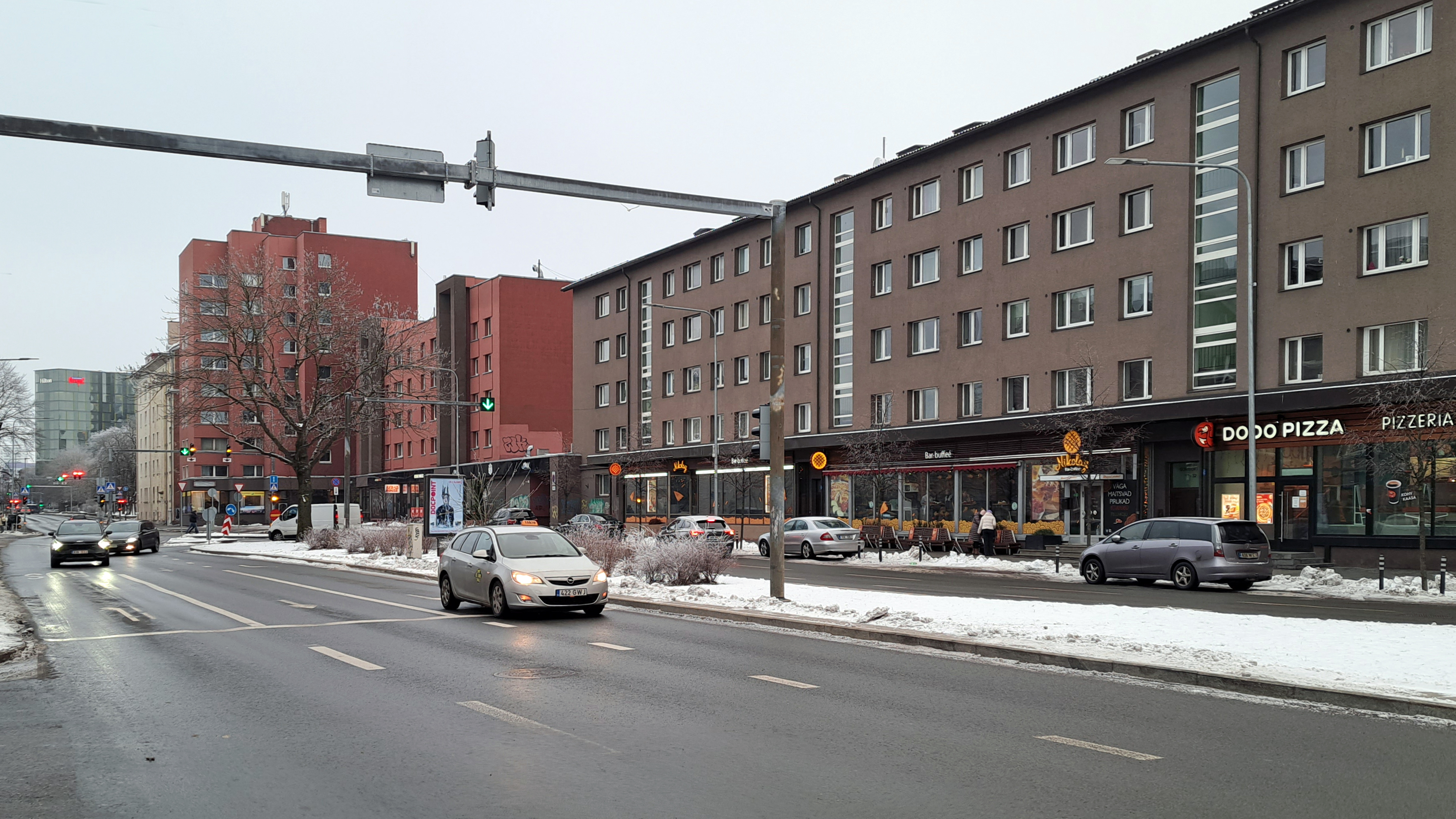
Улица Гонсиори в микрорайоне Компасси
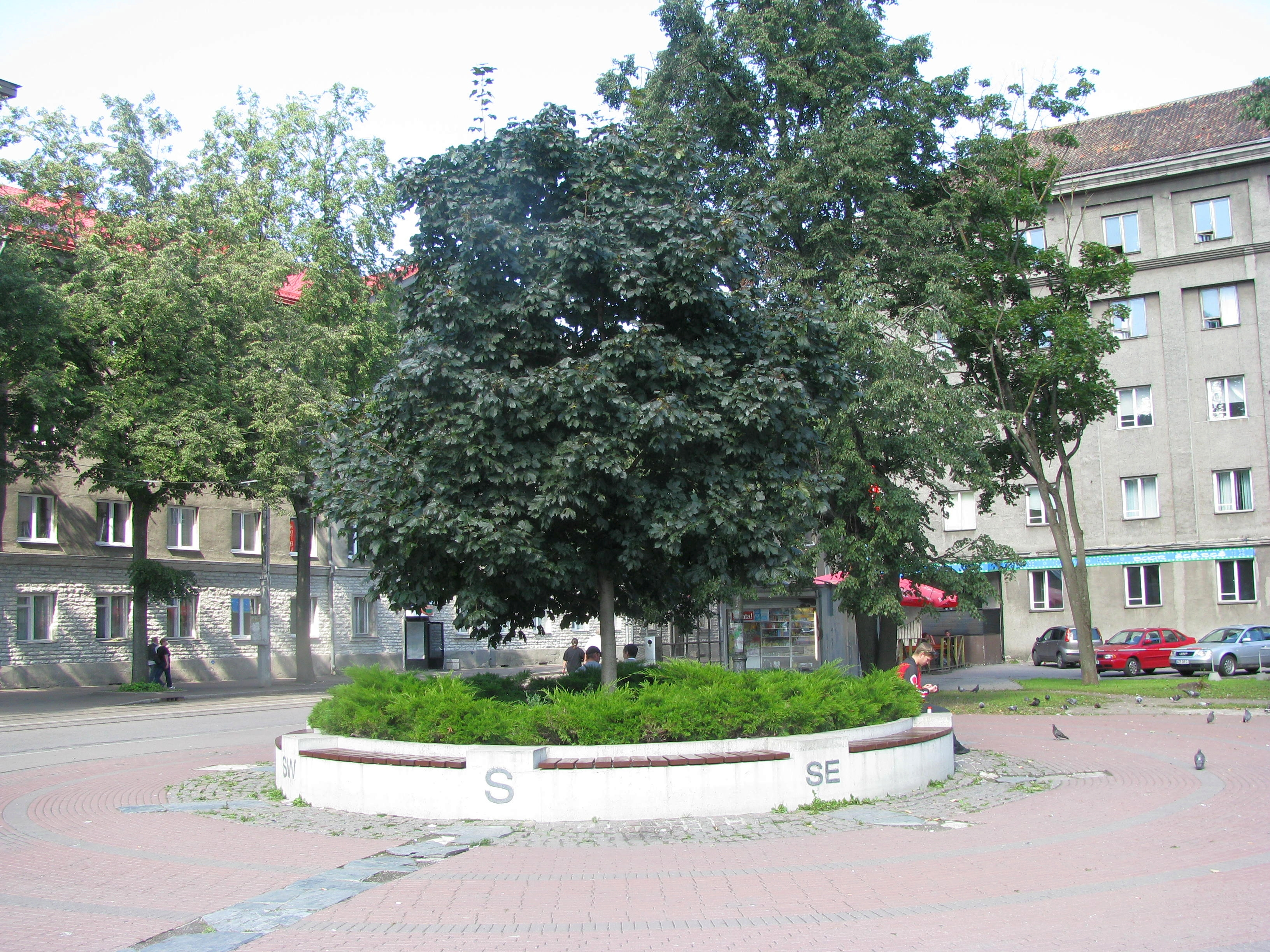
Площадь Компасси в 2011 году
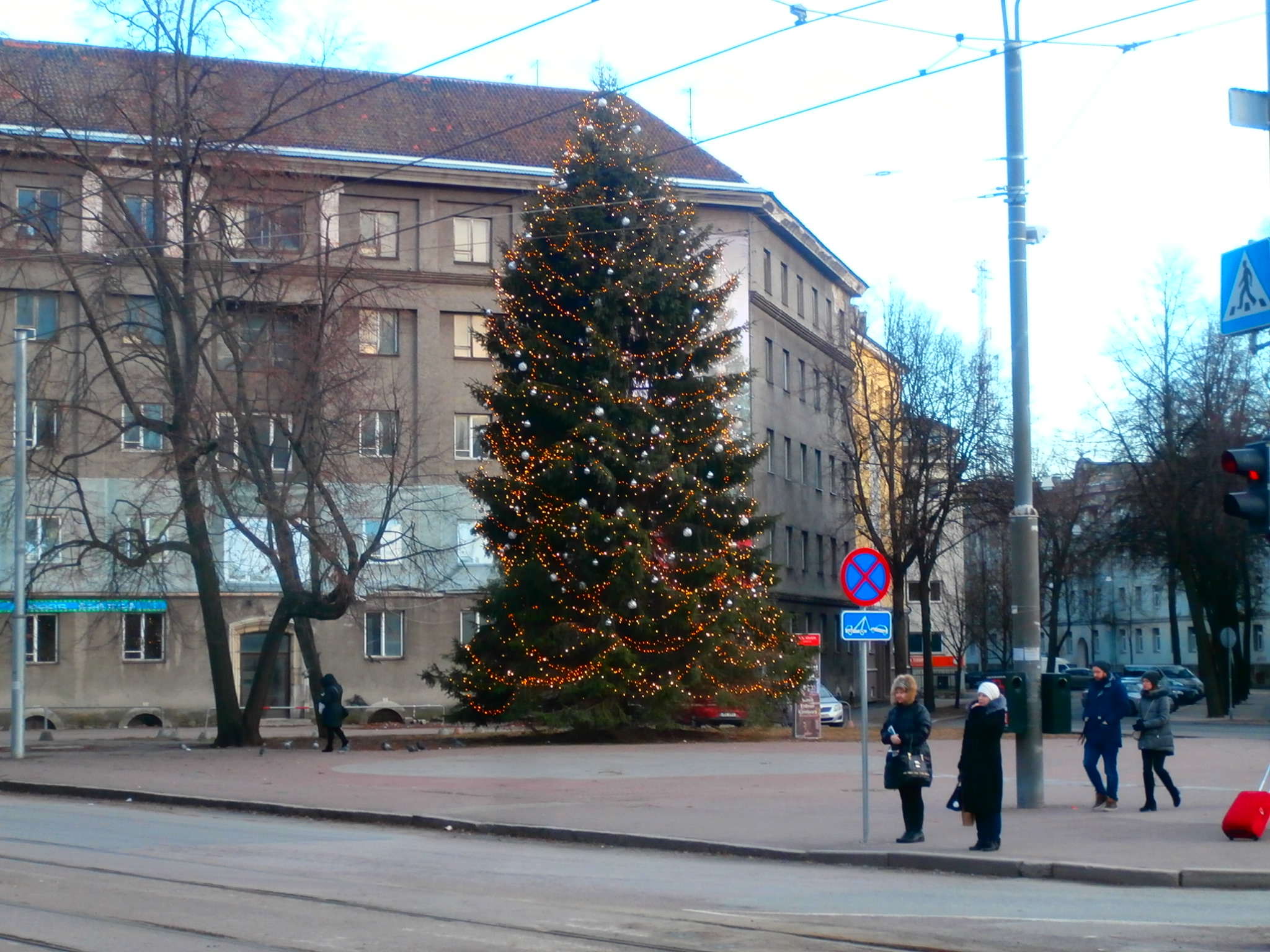
Площадь Компасси в декабре 2016 года
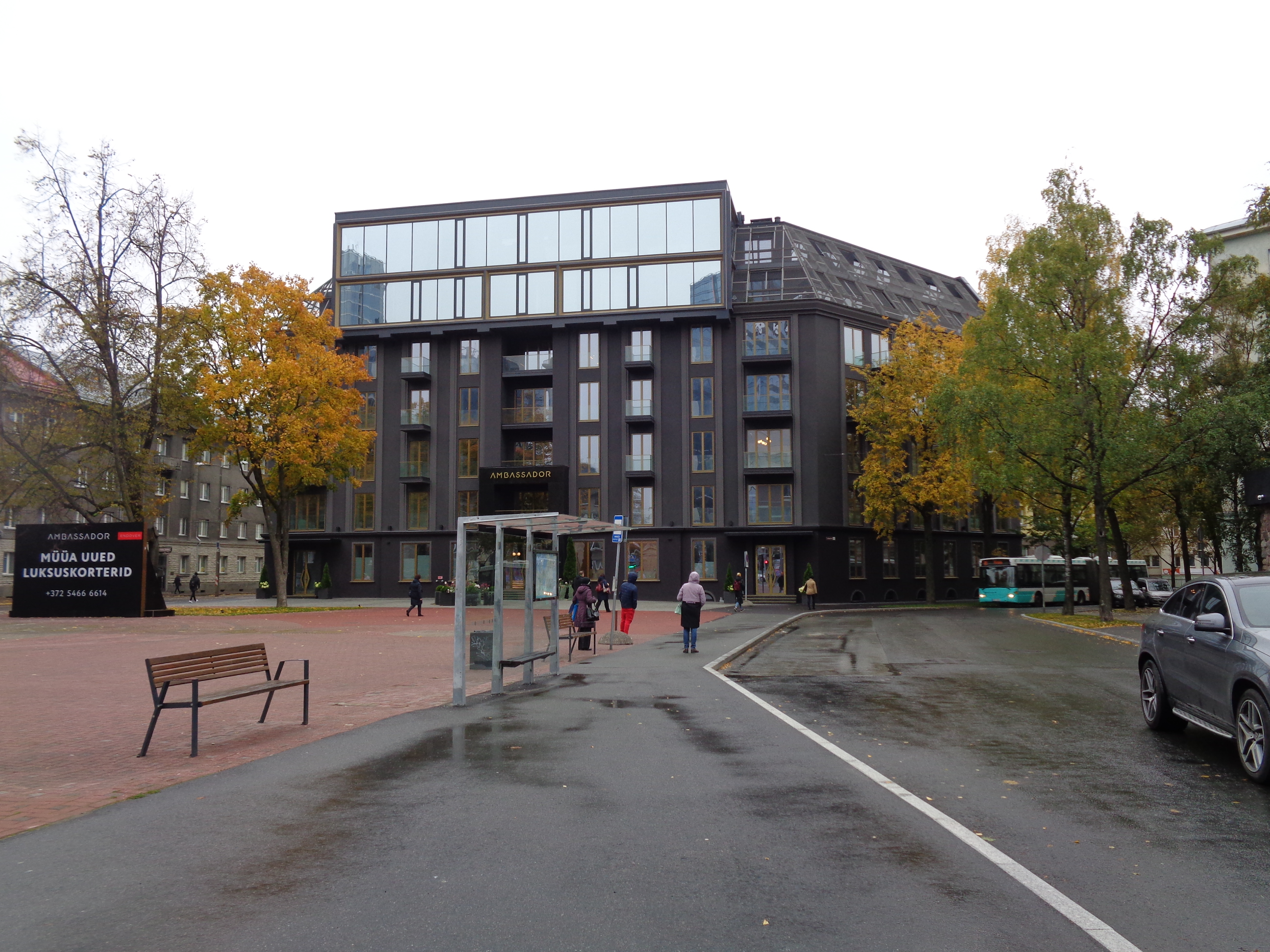
Площадь Компасси в 2021 году
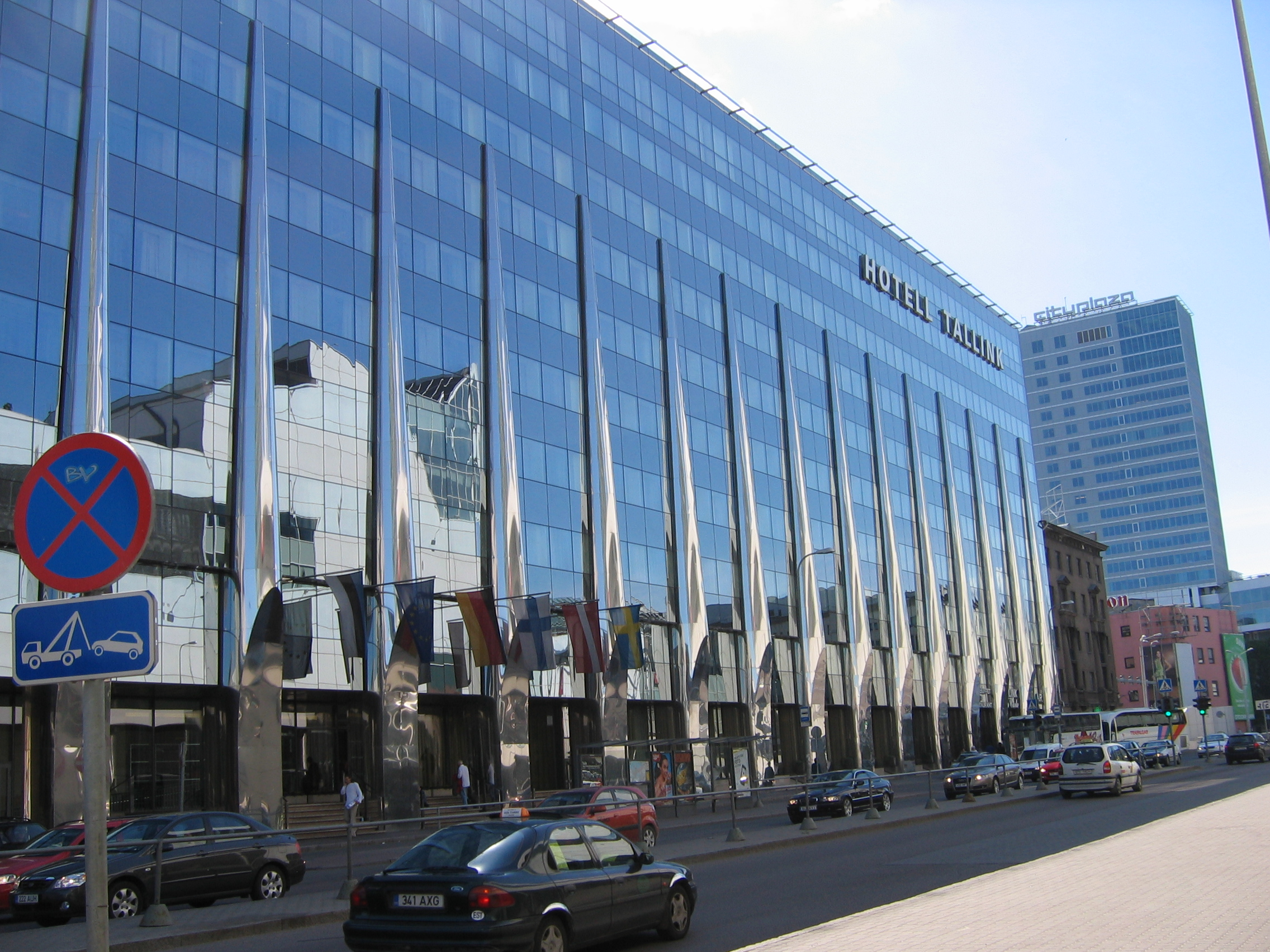
Гостиница «Tallink City»
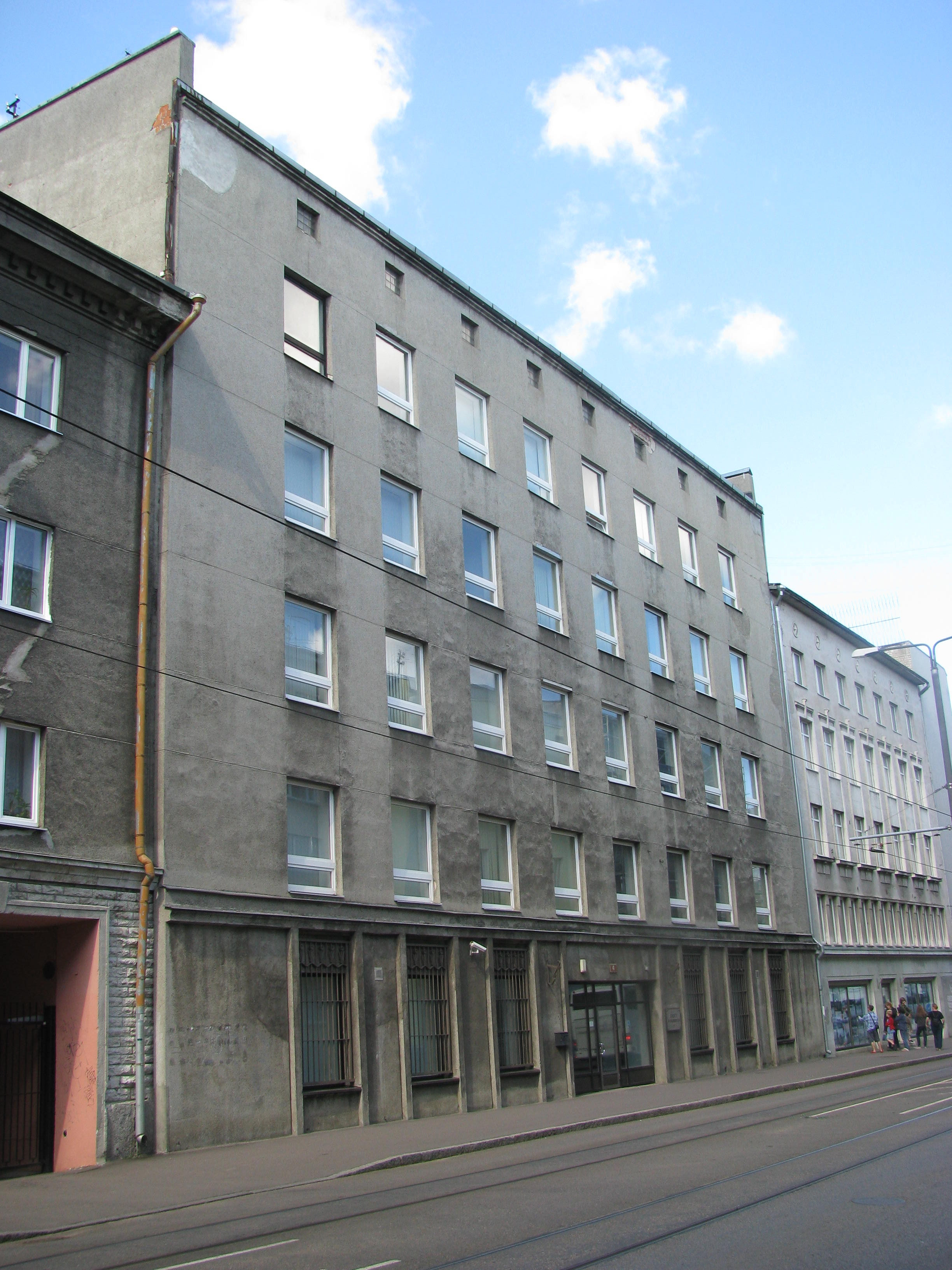
Государственный архив Эстонии
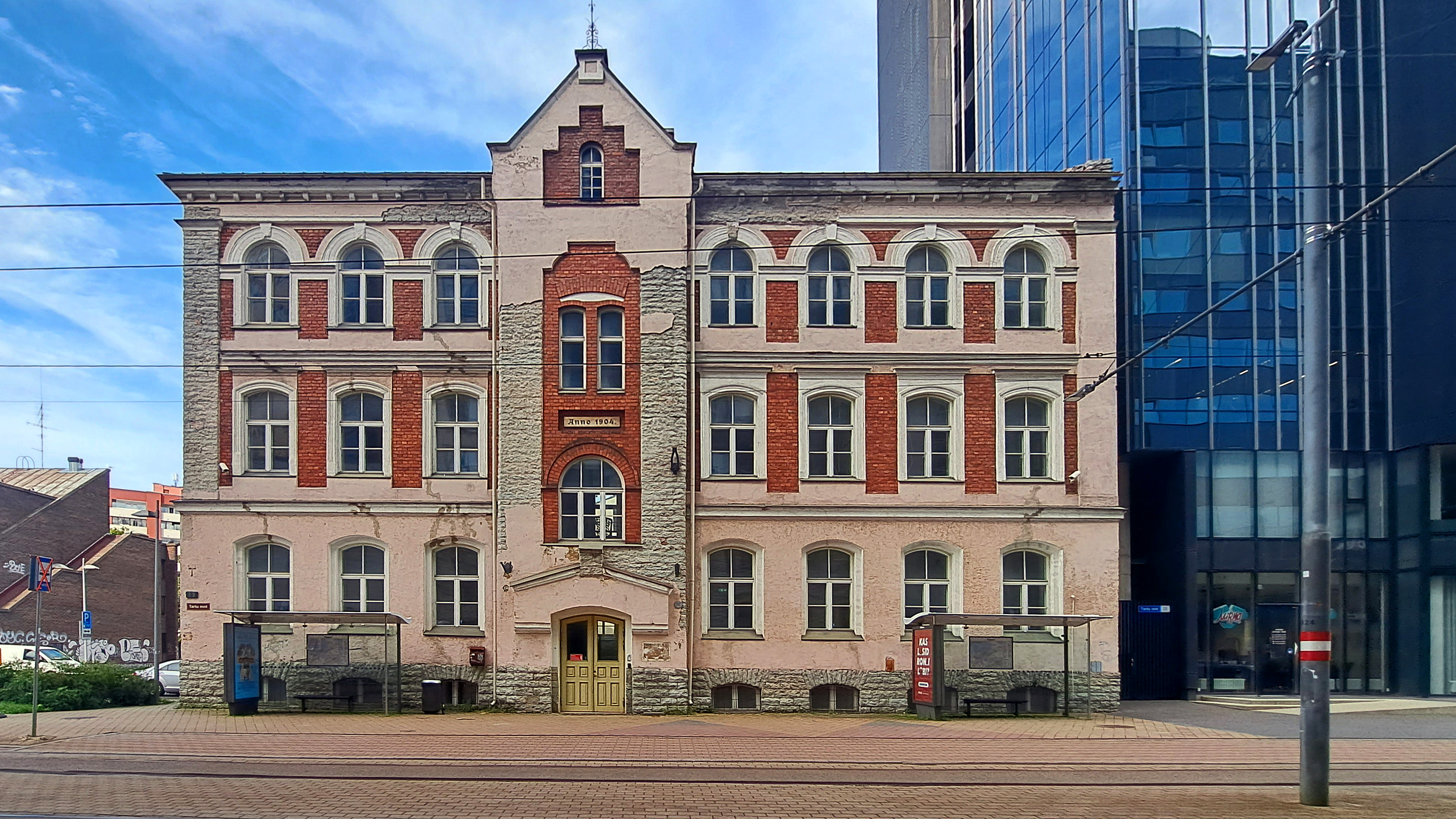
Бывшая школа (памятник культуры)
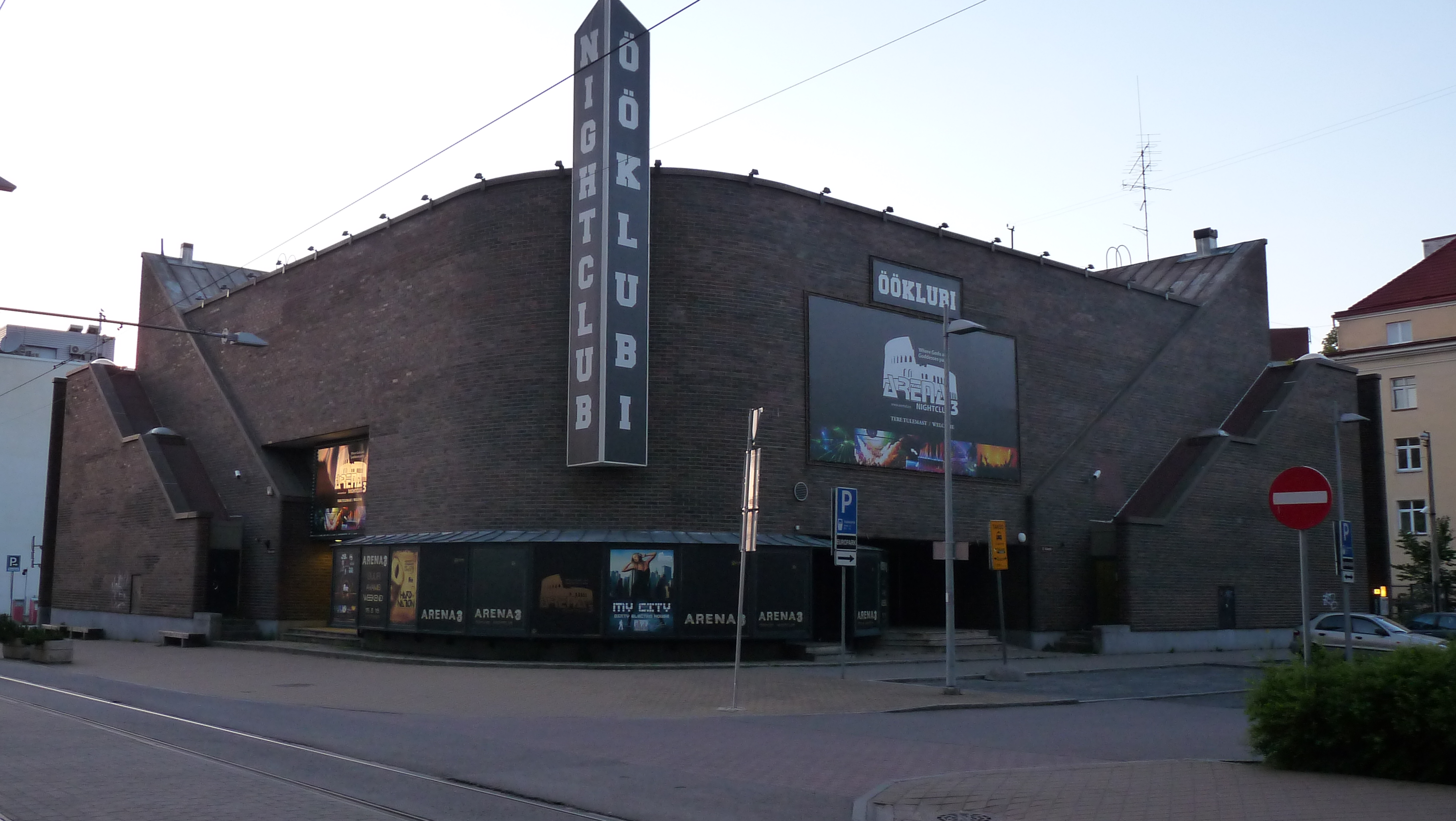
Концертный зал и ночной клуб «CatHouse» (бывший ночной клуб «Arena Nightclub»)